# سالی بریشا
پروفسور دکتر سالی بِریشا (به انگلیسی: Prof. Dr. Sali Berisha) (زاده ۱۵ اکتبر ۱۹۴۴) یک سیاستمدار آلبانیایی است که از سال ۲۰۰۵ میلادی به عنوان نخست وزیر آلبانی انتخاب شده است.